# NGC 1995
NGC 1995 ist ein Doppelstern im Sternbild Dorado. Das Objekt wurde am 28. Dezember 1834 von John Herschel entdeckt und fälschlicherweise in den NGC-Katalog aufgenommen.